# Öjesjön, Småland
Öjesjön är en sjö i Ljungby kommun i Småland och ingår i Lagans huvudavrinningsområde.